# Incurviseta wilmoti
Incurviseta wilmoti är en tvåvingeart som beskrevs av Malloch 1927. Incurviseta wilmoti ingår i släktet Incurviseta och familjen lövflugor. Inga underarter finns listade i Catalogue of Life.